# Bengt Morberg
Bengt Morberg est un gymnaste artistique suédois né le 1er juin 1897 à Västerås et mort le 26 septembre 1968 à Stockholm.

## Biographie
Bengt Morberg fait partie de l'équipe de Suède qui remporte la médaille d'or en système suédois par équipes aux Jeux olympiques d'été de 1920 se tenant à Anvers.